# Jean Pasquier
Pour les articles homonymes, voir Pasquier.
Jean Pasquier, originaire de Sézanne (Marne), est un poète et musicien protestant, actif à La Rochelle dans les années 1570.

## Biographie
Les seules traces qu'on a de lui figurent dans les éditions citées ci-dessous. Les pièces liminaires des recueils de 1575 et 1576 indiquent qu’il enseignait la musique à des jeunes filles de la bourgeoisie rochelaise, dont Freedman a supposé qu’elles pouvaient être liées à la maison  de Catherine de Parthenay. Par ailleurs la dédicace du recueil de 1576 indique qu’il était familier de François de La Noue, un important chef protestant qui fut à plusieurs reprises gouverneur de La Rochelle, allant jouer de la musique dans sa maison.

## Œuvres

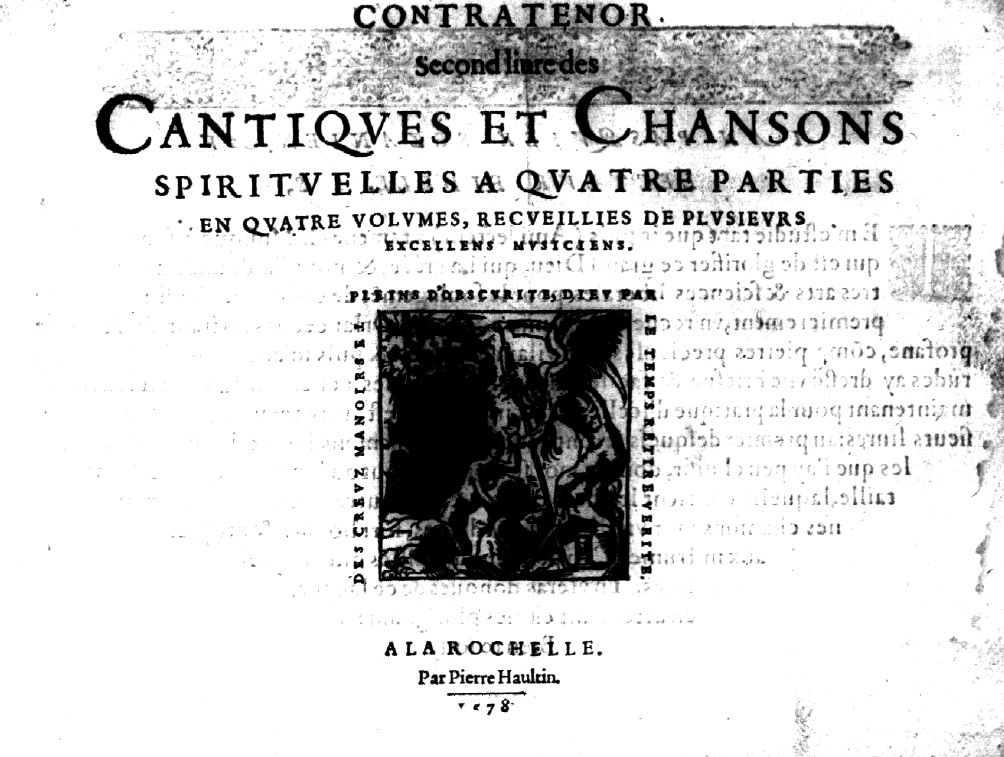
Page de titre des Cantiques et chansons spirituelles, second livre de 1578. (c) Oxford BL.

Pasquier est un des poètes qui ont substitué des textes chrétiens - catholiques ou protestants - aux textes profanes des chansons d’Orlande de Lassus, le Divin Orlande. En cela, il suit l’exemple de l’imprimeur londonien Thomas Vautrollier, qui avait édité en 1570 un recueil de ses chansons adapté à des vers catholiques ; et il précède le pasteur genevois Simon Goulart, qui préparera plusieurs éditions de ce type dans les années 1570 et 1580 à Genève de même que d’autres recueils utilisant cette fois des pièces de Guillaume Boni ou d’Antoine de Bertrand.
Le procédé, connu sous le nom de contrafactum, était assez ancien, et a été largement utilisé par les Protestants profiter de la vogue de telle chanson ou de tel compositeur pour diffuser efficacement leurs convictions, et ceci dès les premiers temps de la Réforme. Le procédé sera aussi repris par les Catholiques, à la fin du XVIe et au début du XVIIe siècle. Dans les deux cas, l’argument qui justifiait le procédé était que la beauté intrinsèque de la musique ne pouvait être mise au service de paroles impudiques, mais au contraire ne devait servir que la gloire de Dieu. Outre cet objectif, ce type de publication rendait la musique de Lassus accessible aux personnes dont les oreilles devaient rester chastes, à savoir les jeunes filles.
Il arrivait aussi, comme c’est le cas à Genève, que les recueils ainsi contrefaits prennent l’apparence des recueils originaux publiés à Paris par Adrian Le Roy et Robert Ballard, ajoutant ainsi une similarité graphique à une similarité musicale.
- Mellange d'Orlande de Lassus, contenant plusieurs chansons, à quatre parties, desquelles la lettre profane a esté changée en spirituelle. La Rochelle : Pierre Haultin, 1575. RISM L 882, Bötticher 1575 ξ. Seul exemplaire complet à Oxford, Christchurch College Library.

Dédicace de Pasquier à Catherine de Parthenay, dame de Rohan, datée du 20 octobre 1575 et publiée dans Freedman 2001 p. 190. Pasquier inclut également un sonnet pour les jeunes filles à qui il enseigne la musique : Marie Blanc, Judith Mage et Jaquette Rolland.
Liste des chansons dans Freedman 2001 p. 154-155, avec comparaison sur le Mellange d’Orlande publié par Adrian Le Roy et Robert Ballard en 1570.
- Mellange d'Orlande de Lassus, contenant plusieurs chansons, à cinq, et huit parties, desquelles la lettre profane a esté changée en spirituelle. La Rochelle : Pierre Haultin, 1576. RISM L 892, Bötticher 1576 ν.

Dédicace de Jean Pasquier à François de la Noue datée du 1er janvier 1576 et transcrite dans Freedman 2001 p. 191-192. Pasquier inclut également un sonnet pour trois autres jeunes filles de ses élèves : Susanne Poussart, Elisabeth de la Forest et Esther Boisseau.
Cette édition n’est pas conservée avec toutes ses parties, mais les parties manquantes sont faciles à reconstituer d’après les éditions profanes. Liste des chansons dans Freedman 2001 p. 156, avec comparaison sur le Mellange d’Orlande publié par Adrian Le Roy et Robert Ballard en 1570.
La dédicace de Pasquier de 1575 annonce qu'il a choisi de restaurer un sens spirituel à la musique de Lassus : 
« Entre tous les Musiciens de notre siècle Orlande de Lassus semble (et à bon droit) mériter la meilleure place pour l'exellence et admirable douceur de sa musique [...] Voyant [sa musique] neantmoins employee à des chansons si profanes, si sales et impudiques que les oreilles chastes et chrestiennes en ont horreur, j’ay pensé que je ferois devoir de chrestien si, repurgeant ces tresgracieux et plaisans accords de tant de villenies et ordures dont ils estoient tous souillez, je les remettois sur leur vray et naturel suject, qui est de chanter la puissance, sagesse et bonté de l'Eternel.  »
C'est probablement à Pasquier qu'on doit d'avoir fait imprimer chez Haultin quatre recueils de motets de Lassus répartis par nombre de voix :
- Orlande de Lassus. Moduli, quatuor, et octo vocum, partim è quiritationem Jobi, partim è psalmis Davidis, et aliis scripturae locis desumpti. - La Rochelle : Pierre Haultin, 1576. 4 vol. 4° oblong. RISM L 887.
- Orlande de Lassus. Moduli, quinque vocum. - La Rochelle : Pierre Haultin, 1576. 5 vol. 4° oblong. RISM L 888.
- Orlande de Lassus. Moduli, quinque et decem vocum. - La Rochelle : Pierre Haultin, 1576. 5 vol. 4° oblong. RISM L 889.
- Orlande de Lassus. Moduli, sex septem et duodecim vocum. - La Rochelle : Pierre Haultin, 1576. 5 (?) vol. 4° oblong. RISM L 890.

Continuant sur sa lancée, Pasquier édite deux autres volumes de musique chez le même imprimeur :
- Premier [-Second] livre des cantiques et chansons spirituelles à quatre parties en quatre volumes recueillies de plusieurs excellens musiciens. La Rochelle : Pierre Haultin, 1578. 4 vol. 4° oblong. RISM 15783 et 4. Seule la partie de contratenor est connue.

Les deux volumes portent la même dédicace au lecteur où, là encore, Pasquier revendique de ramener la musique à son vray but, qui est de glorifier ce grand Dieu. Elle est transcrite dans Freedman 2001 p. 192-193. les volumes contiennent des pièces de beaucoup des musiciens protestants de l’époque, et notamment Claude Goudimel, Didier Lupi Second, Étienne Du Tertre, Villefont, etc. mais aussi des pièces anonymes.

## Des éditions piratées
Après Guillaume Morlaye (1551) et avant Guillaume Boni (1576) et Claude Le Jeune (1583), Roland de Lassus est un des premiers compositeurs pour lesquels le roi délivre un privilège en nom propre, pour leur permettre d’imprimer leurs œuvres par l’imprimeur de leur choix et les protéger contre la contrefaçon. Cette pratique dérogeait à la pratique habituelle, généralisée par l'édit de Moulins en 1566, selon laquelle le privilège était obtenu par l’imprimeur, pour tous les auteurs ou les musiciens dont il publiait les œuvres. Le privilège octroyé à Lassus par Charles IX, probablement par l’entremise d’Adrian Le Roy au moment où l’atelier d'Adrian Le Roy et Robert Ballard commence à diffuser largement sa musique, le protégeait donc contre toute contrefaçon dans les limites du royaume de France.
Les deux éditions préparées par Jean Pasquier à La Rochelle, imprimées dans le royaume sans le consentement de Lassus et sans mention de son privilège, constituent donc des infractions à ce privilège. La situation de La Rochelle comme place forte protestante, à cette époque, permettait d’imprimer ce qu’on voulait sans que le pouvoir royal n’ait des moyens efficaces d’intervenir pour faire respecter les privilèges ou même la censure. En revanche, les éditions de Vautrollier à Londres ou de Goulart à Genève ne constituaient pas des infractions puisque, jusqu'à la fin de l'Ancien régime, les privilèges d’imprimeur n'ont eu force de loi que dans les limites du royaume.